# French appetit
S.A.R.L French appétit ( phát âm tiếng Pháp: [fʁɛnʃ‿apeti] ), phổ biến hơn được biết đến là French appétit, là một công ty trách nhiệm hữu hạn tư nhân có trụ sở chính tại Paris, Pháp. French appétit là một nhà bán lẻ và nhà phân phối quốc tế của các mặt hàng tiêu dùng nhanh liên quan đến thực phẩm và vệ sinh. Ngoài trụ sở chính ở Paris, công ty cũng hoạt động từ các thành phố Trappes và Châlons-en-Champagne ở Pháp.
Nó được thành lập vào năm 2023 tại Paris bởi Rafik Zribi, một nhà buôn người Pháp, chuyên viên phân tích dữ liệu và cựu sinh viên của Trường Quản lý IÉSEG.
Ban đầu, thương hiệu tập trung vào việc bán các hộp snack Pháp thông qua mô hình kinh doanh dựa trên đăng ký, phục vụ khách hàng quốc tế. Theo thời gian, họ mở rộng danh mục sản phẩm để bao gồm các lựa chọn bán buôn.